# Conacul Leonardi-Buznea
Conacul familiei Leonardi-Buznea este un monument de arhitectură de importanță națională din satul Ciuciulea, raionul Glodeni (Republica Moldova), construit la sfârșitul secolului al XIX-lea – începutul secolului al XX-lea. 
Conacul în trecut era înconjurat de un parc faimos. Clădirea principală este tipică pentru arhitectura clasicistă de provincie a conacelor, purtând amprenta stilului „Art nouveau” (în Rusia cunoscut sub genericul de „Stil modern”, iar în România „Stilul anului 1900”).
Actualmente, conacul este ocupat de o școală profesională. Ministerul Educației a propus ca aceasta să fie închisă și comasată cu Școala de meserii nr. 17 din or. Glodeni. Motivul e că, deși școala are o capacitate de 400 de locuri, în ultimii trei ani planul de înmatriculare nu a fost îndeplinit.

## Galerie de imagini

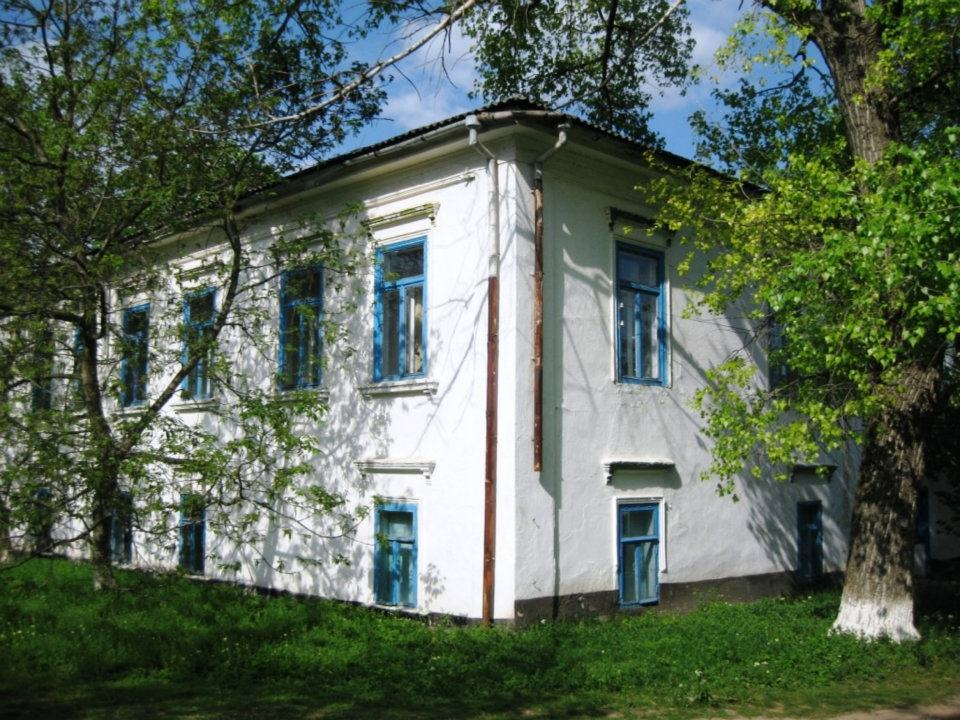
Exterior
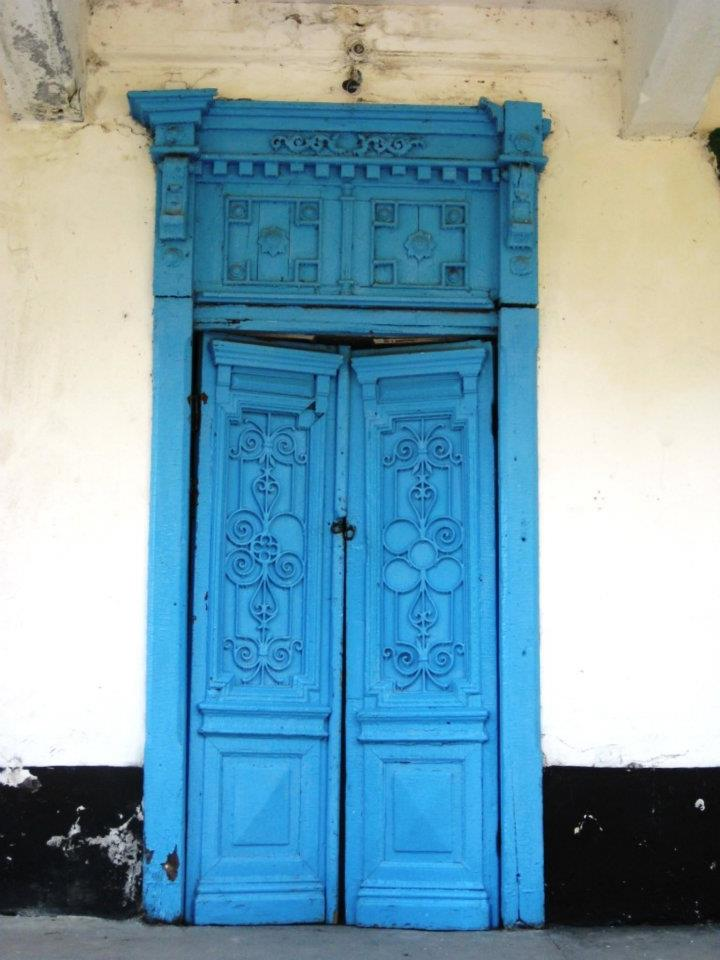
Intrare
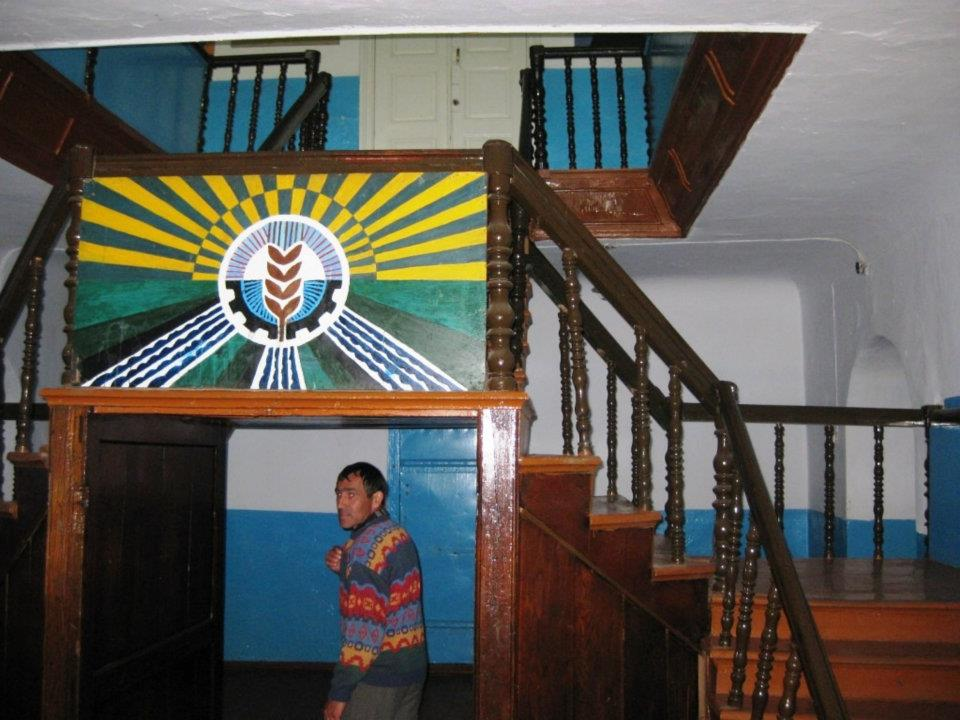
Scări în interior
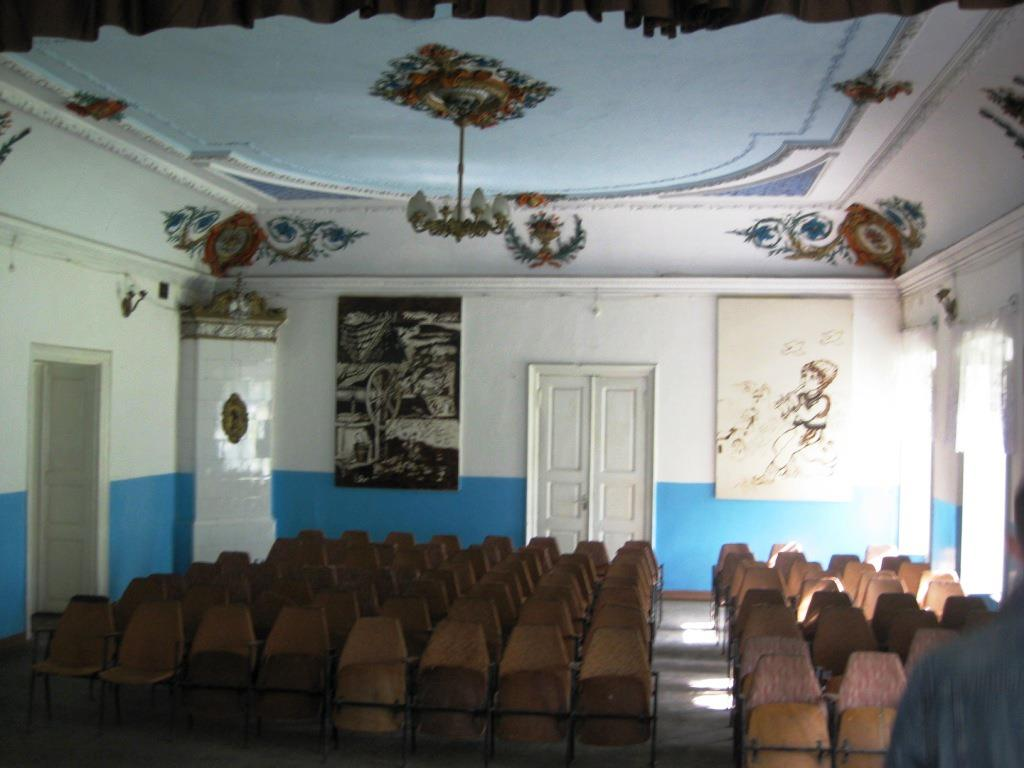
Sală în interior

## Vezi și
- Lista conacelor din Republica Moldova